# Cine Europa
El Cine Europa (en portugués: Cinema Europa)  fue uno de los edificios más emblemáticos del barrio de Campo de Ourique en Lisboa, la capital de Portugal. Abrió sus puertas en la década de 1930 del siglo XX, diseñado por el arquitecto Raúl Martins. Fue alterado en 1958 según un proyecto del arquitecto Antero Ferreira y su fachada incluye una escultura en alto relieve del escultor Euclid Vaz. Integra el Inventario de Arquitectura moderna del Instituto Portugués de Patrimonio Arquitectónico (IPPAR, actualmente conocido como IGESPAR). Funcionó como un cine hasta 1981 y fue demolido en 2010.